# Tour d'Almaty 2015
La 3e édition du Tour d'Almaty a eu lieu le 4 octobre 2015. La course fait partie du calendrier UCI Asia Tour 2015 en catégorie 1.1.
L'épreuve a été remportée en solitaire par le Kazakh Alexey Lutsenko (Astana) qui s'impose de 49 secondes devant un duo composé respectivement de son coéquipier l'Italien Fabio Aru et le Russe Pavel Kochetkov (Katusha).

## Présentation

### Parcours
Le parcours est un circuit formant un aller-retour de 31 kilomètres sur des boulevards d'Almaty à parcourir à six reprises, pour un total de 186 kilomètres.

### Équipes
Classé en catégorie 1.1 de l'UCI Asia Tour, le Tour d'Almaty est par conséquent ouvert aux WorldTeams dans la limite de 50 % des équipes participantes, aux équipes continentales professionnelles, aux équipes continentales et aux équipes nationales.
Dix-neuf équipes participent à ce Tour d'Almaty - deux WorldTeams, une équipe continentale professionnelle, treize équipes continentales et trois équipes nationales :
| UCI WorldTeams  | UCI WorldTeams | UCI WorldTeams |
| Nom de l'équipe | Pays           | Code           |
| --------------- | -------------- | -------------- |
| Astana          | Kazakhstan     | AST            |
| Katusha         | Russie         | KAT            |

| Équipe continentale professionnelle | Équipe continentale professionnelle | Équipe continentale professionnelle |
| Nom de l'équipe                     | Pays                                | Code                                |
| ----------------------------------- | ----------------------------------- | ----------------------------------- |
| RusVelo                             | Russie                              | RVL                                 |

| Équipes continentales | Équipes continentales | Équipes continentales |
| Nom de l'équipe       | Pays                  | Code                  |
| --------------------- | --------------------- | --------------------- |
| Bike Aid              | Allemagne             | BAI                   |
| Cycling Academy       | Israël                | CAT                   |
| Marseille 13 KTM      | France                | M13                   |
| Minsk CC              | Biélorussie           | MCC                   |
| Rietumu-Delfin        | Lettonie              | RBD                   |
| RTS-Santic Racing     | Taipei chinois        | RTS                   |
| Sepahan               | Iran                  | PTS                   |
| Synergy Baku Project  | Azerbaïdjan           | BCP                   |
| Terengganu            | Malaisie              | TSG                   |
| Tusnad                | Roumanie              | TCT                   |
| Unieuro Wilier        | Italie                | UNI                   |
| Vino 4-ever           | Kazakhstan            | V4E                   |
| Vorarlberg            | Autriche              | VBG                   |

| Équipes nationales             | Équipes nationales | Équipes nationales |
| Nom de l'équipe                | Pays               | Code               |
| ------------------------------ | ------------------ | ------------------ |
| Équipe nationale du Kazakhstan | Kazakhstan         | KAZ                |
| Équipe nationale de Mongolie   | Mongolie           | MGL                |
| Équipe nationale d'Ouzbékistan | Ouzbékistan        | UZB                |

## Classements

### Classement final
| Classement final | Classement final | Classement final | Classement final               | Classement final  |
|                  | Coureur          | Pays             | Équipe                         | Temps             |
| ---------------- | ---------------- | ---------------- | ------------------------------ | ----------------- |
| 1er              | Alexey Lutsenko  | Kazakhstan       | Astana                         | en 4 h 13 min 9 s |
| 2e               | Fabio Aru        | Italie           | Astana                         | + 49 s            |
| 3e               | Pavel Kochetkov  | Russie           | Katusha                        | + 49 s            |
| 4e               | Sergey Firsanov  | Russie           | RusVelo                        | + 50 s            |
| 5e               | Marco Tecchio    | Italie           | Unieuro Wilier                 | + 52 s            |
| 6e               | Nikita Stalnov   | Kazakhstan       | Équipe nationale du Kazakhstan | + 52 s            |
| 7e               | Matej Mugerli    | Slovénie         | Synergy Baku Project           | + 54 s            |
| 8e               | Ivan Savitskiy   | Russie           | RusVelo                        | + 57 s            |
| 9e               | Markus Eibegger  | Autriche         | Synergy Baku Project           | + 1 min 32 s      |
| 10e              | Andrey Zeits     | Kazakhstan       | Astana                         | + 1 min 32 s      |
| modifier         |                  |                  |                                |                   |

### UCI Asia Tour
Ce Tour d'Almaty attribue des points pour l'UCI Asia Tour 2015, par équipes seulement aux coureurs des équipes continentales professionnelles et continentales, individuellement à tous les coureurs sauf ceux faisant partie d'une équipe ayant un label WorldTeam.
| Position,          | 1er | 2e | 3e | 4e | 5e | 6e | 7e | 8e | 9e | 10e | 11e | 12e |
| Classement général | 80  | 56 | 32 | 24 | 20 | 16 | 12 | 8  | 7  | 6   | 5   | 3   |